# Robert Frese
Robert Frese (* 26. Oktober 1961) ist ein ehemaliger deutscher Fußballtorwart.

## Karriere
Frese spielte bei Werder Bremen Amateure. Nach einer Verletzung des Stammtorhüters der Bundesligamannschaft Werders, Dieter Burdenski, stand die Vertretung Hermann Rülander zwischen den Pfosten und Frese rückte als Ersatztorhüter ins Erstligateam auf. Es war der 14. Spieltag der Saison 1981/82, als er im Spiel gegen Eintracht Frankfurt Platz auf der Ersatzbank nahm. Nachdem Rülander bis zur 78. Spielminute sieben Gegentore kassiert hatte, kam Frese zu seinem Bundesligadebüt. Trainer Otto Rehhagel schenkte Rülander nicht mehr sein Vertrauen und ließ Frese den Rest der Partie spielen. Der konnte zwei weitere Gegentore nicht verhindern, so dass Werders höchste Bundesliganiederlage zu Buche stand, das Spiel endete 2:9.